# 宿毛市

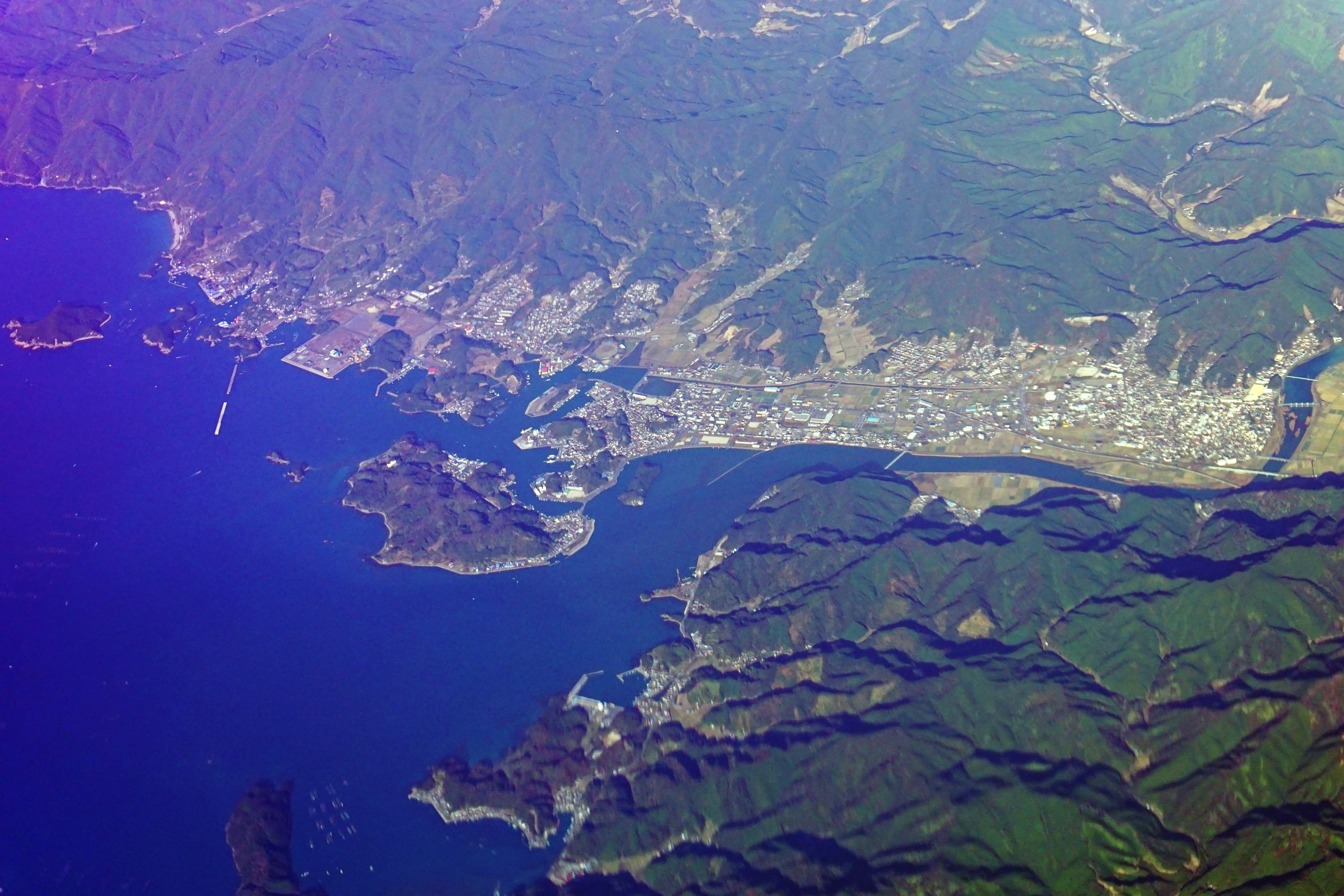
宿毛湾の航空写真

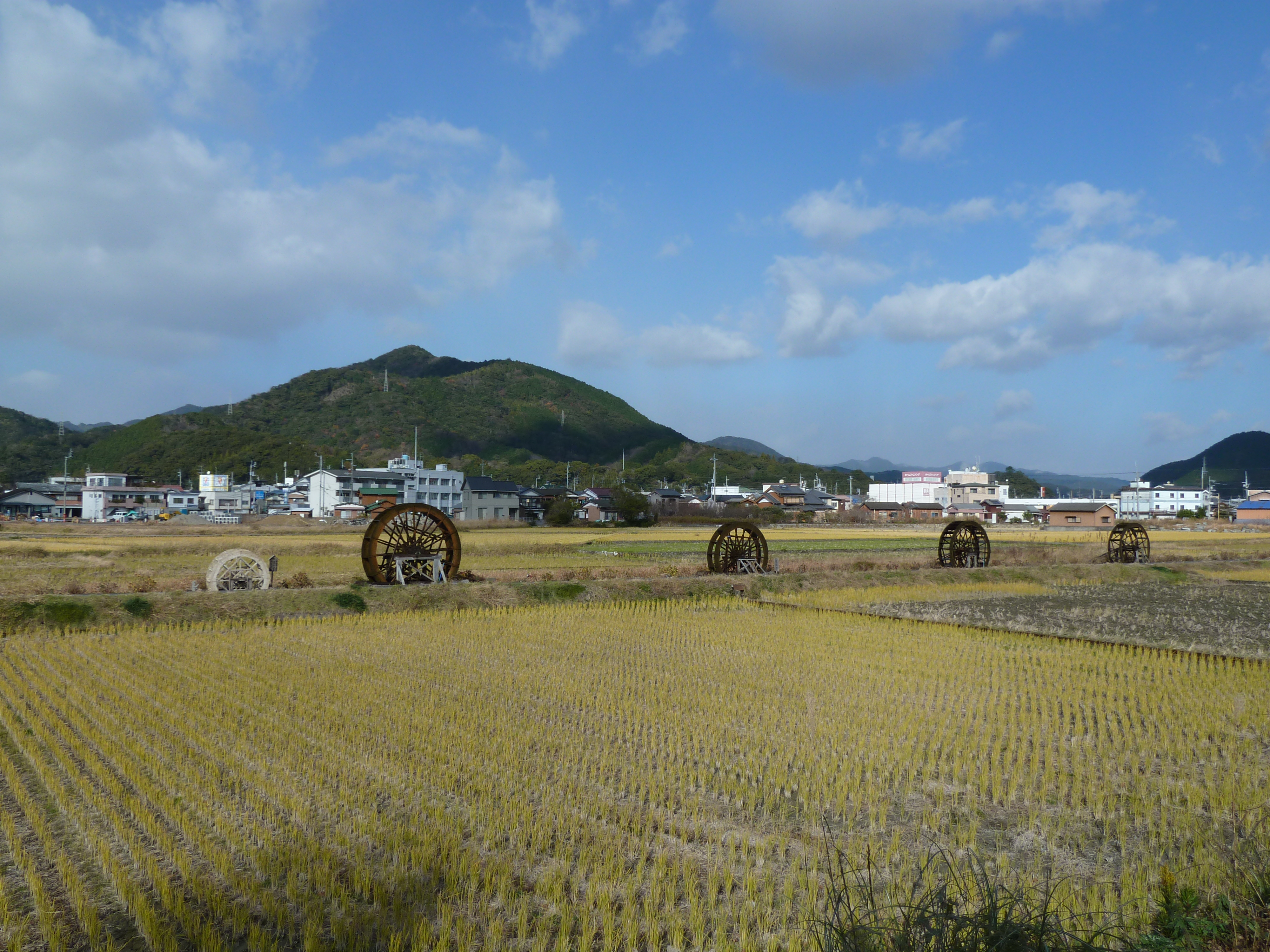
市内風景

宿毛市（すくもし）は、高知県の南西部に位置し愛媛県と境を接する市。高知県では最も西にある港町である。

## 地理

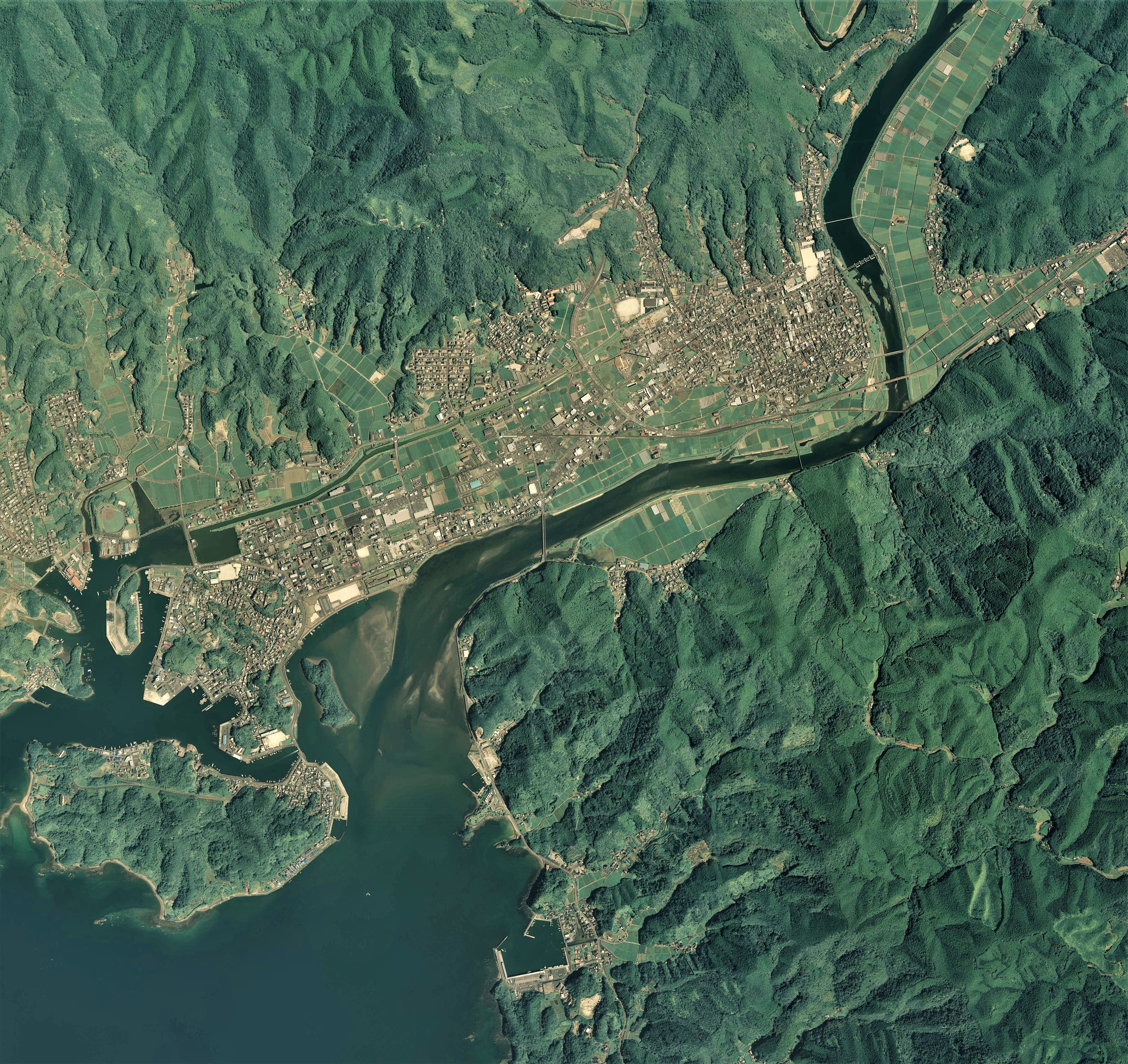
宿毛市中心部周辺の空中写真。
2015年7月31日撮影の4枚を合成作成。。

### 海岸
港湾
- 宿毛湾 - 今後発生が予見されている南海トラフ巨大地震の際には、市内の海岸に最大12mの津波が到達することが予想されている[3]。
  - 宿毛湾港

### 山地
主な山
- 妹背山
- 篠山

### 河川
主な二級河川
- 松田川
- 福良川
- 伊与野川
- 与市明川

### 島嶼
主な島
- 沖の島
- 鵜来島（うぐるしま）
- 咸陽島（かんようとう）

### 気候
南海型の太平洋側気候であり、一年を通して温暖な気候である。ただし、冬季には季節風の影響で関門海峡から日本海側の雪雲が流れ込み積雪することがある。平成30年7月豪雨では、1時間に110mm近い猛烈な雨を観測した。
| 宿毛特別地域気象観測所（宿毛市片島、標高2m）の気候      | 宿毛特別地域気象観測所（宿毛市片島、標高2m）の気候 | 宿毛特別地域気象観測所（宿毛市片島、標高2m）の気候 | 宿毛特別地域気象観測所（宿毛市片島、標高2m）の気候 | 宿毛特別地域気象観測所（宿毛市片島、標高2m）の気候 | 宿毛特別地域気象観測所（宿毛市片島、標高2m）の気候 | 宿毛特別地域気象観測所（宿毛市片島、標高2m）の気候 | 宿毛特別地域気象観測所（宿毛市片島、標高2m）の気候 | 宿毛特別地域気象観測所（宿毛市片島、標高2m）の気候 | 宿毛特別地域気象観測所（宿毛市片島、標高2m）の気候 | 宿毛特別地域気象観測所（宿毛市片島、標高2m）の気候 | 宿毛特別地域気象観測所（宿毛市片島、標高2m）の気候 | 宿毛特別地域気象観測所（宿毛市片島、標高2m）の気候 | 宿毛特別地域気象観測所（宿毛市片島、標高2m）の気候 |
| 月                                                      | 1月                                                | 2月                                                | 3月                                                | 4月                                                | 5月                                                | 6月                                                | 7月                                                | 8月                                                | 9月                                                | 10月                                               | 11月                                               | 12月                                               | 年                                                 |
| ------------------------------------------------------- | -------------------------------------------------- | -------------------------------------------------- | -------------------------------------------------- | -------------------------------------------------- | -------------------------------------------------- | -------------------------------------------------- | -------------------------------------------------- | -------------------------------------------------- | -------------------------------------------------- | -------------------------------------------------- | -------------------------------------------------- | -------------------------------------------------- | -------------------------------------------------- |
| 最高気温記録 °C （°F）                                  | 22.4 (72.3)                                        | 23.1 (73.6)                                        | 25.9 (78.6)                                        | 27.8 (82)                                          | 32.7 (90.9)                                        | 33.1 (91.6)                                        | 37.3 (99.1)                                        | 39.5 (103.1)                                       | 35.9 (96.6)                                        | 31.7 (89.1)                                        | 27.6 (81.7)                                        | 24.3 (75.7)                                        | 39.5 (103.1)                                       |
| 平均最高気温 °C （°F）                                  | 11.6 (52.9)                                        | 12.7 (54.9)                                        | 15.8 (60.4)                                        | 20.1 (68.2)                                        | 23.8 (74.8)                                        | 25.8 (78.4)                                        | 29.7 (85.5)                                        | 31.1 (88)                                          | 28.5 (83.3)                                        | 24.2 (75.6)                                        | 19.1 (66.4)                                        | 14.0 (57.2)                                        | 21.4 (70.5)                                        |
| 日平均気温 °C （°F）                                    | 7.4 (45.3)                                         | 8.2 (46.8)                                         | 11.2 (52.2)                                        | 15.6 (60.1)                                        | 19.5 (67.1)                                        | 22.6 (72.7)                                        | 26.4 (79.5)                                        | 27.4 (81.3)                                        | 24.6 (76.3)                                        | 19.6 (67.3)                                        | 14.5 (58.1)                                        | 9.4 (48.9)                                         | 17.2 (63)                                          |
| 平均最低気温 °C （°F）                                  | 3.3 (37.9)                                         | 3.8 (38.8)                                         | 6.6 (43.9)                                         | 11.0 (51.8)                                        | 15.4 (59.7)                                        | 19.6 (67.3)                                        | 23.7 (74.7)                                        | 24.4 (75.9)                                        | 21.3 (70.3)                                        | 15.7 (60.3)                                        | 10.3 (50.5)                                        | 5.3 (41.5)                                         | 13.4 (56.1)                                        |
| 最低気温記録 °C （°F）                                  | −5.0 (23)                                          | −5.3 (22.5)                                        | −3.7 (25.3)                                        | −0.2 (31.6)                                        | 5.0 (41)                                           | 11.3 (52.3)                                        | 15.7 (60.3)                                        | 16.3 (61.3)                                        | 10.0 (50)                                          | 4.5 (40.1)                                         | −0.1 (31.8)                                        | −3.3 (26.1)                                        | −5.3 (22.5)                                        |
| 降水量 mm （inch）                                      | 65.1 (2.563)                                       | 90.4 (3.559)                                       | 135.9 (5.35)                                       | 157.0 (6.181)                                      | 194.6 (7.661)                                      | 328.6 (12.937)                                     | 275.1 (10.831)                                     | 245.3 (9.657)                                      | 254.3 (10.012)                                     | 168.3 (6.626)                                      | 102.2 (4.024)                                      | 76.3 (3.004)                                       | 2,093.1 (82.406)                                   |
| 平均降水日数 （≥0.5 mm）                                | 9.1                                                | 9.6                                                | 11.8                                               | 10.3                                               | 10.0                                               | 14.7                                               | 11.9                                               | 11.0                                               | 12.1                                               | 8.7                                                | 8.4                                                | 8.7                                                | 126.3                                              |
| % 湿度                                                  | 63                                                 | 63                                                 | 65                                                 | 67                                                 | 72                                                 | 80                                                 | 80                                                 | 78                                                 | 77                                                 | 73                                                 | 70                                                 | 66                                                 | 71                                                 |
| 平均月間日照時間                                        | 155.8                                              | 159.8                                              | 184.5                                              | 194.4                                              | 194.8                                              | 134.4                                              | 196.6                                              | 221.0                                              | 173.3                                              | 182.2                                              | 163.1                                              | 153.5                                              | 2,115.5                                            |
| 出典：気象庁 (平均値：1991年-2020年、極値：1943年-現在) |                                                    |                                                    |                                                    |                                                    |                                                    |                                                    |                                                    |                                                    |                                                    |                                                    |                                                    |                                                    |                                                    |

### 人口
| |                                        |  |
| 宿毛市と全国の年齢別人口分布（2005年） | 宿毛市の年齢・男女別人口分布（2005年） |  |
| ■紫色 ― 宿毛市 ■緑色 ― 日本全国 | ■青色 ― 男性 ■赤色 ― 女性              |  |
| 宿毛市（に相当する地域）の人口の推移 \| 1970年（昭和45年） \| 25,028人 \| \| \| 1975年（昭和50年） \| 25,340人 \| \| \| 1980年（昭和55年） \| 26,080人 \| \| \| 1985年（昭和60年） \| 26,255人 \| \| \| 1990年（平成2年） \| 25,828人 \| \| \| 1995年（平成7年） \| 25,919人 \| \| \| 2000年（平成12年） \| 25,970人 \| \| \| 2005年（平成17年） \| 24,397人 \| \| \| 2010年（平成22年） \| 22,610人 \| \| \| 2015年（平成27年） \| 20,907人 \| \| \| 2020年（令和2年） \| 19,033人 \| \| |                                        |  |
| 総務省統計局 国勢調査より |                                        |  |
| 1970年（昭和45年） | 25,028人                               |  |
| 1975年（昭和50年） | 25,340人                               |  |
| 1980年（昭和55年） | 26,080人                               |  |
| 1985年（昭和60年） | 26,255人                               |  |
| 1990年（平成2年） | 25,828人                               |  |
| 1995年（平成7年） | 25,919人                               |  |
| 2000年（平成12年） | 25,970人                               |  |
| 2005年（平成17年） | 24,397人                               |  |
| 2010年（平成22年） | 22,610人                               |  |
| 2015年（平成27年） | 20,907人                               |  |
| 2020年（令和2年） | 19,033人                               |  |

### 隣接する自治体
高知県
- 四万十市
- 土佐清水市
- 幡多郡大月町
- 幡多郡三原村

愛媛県
- 宇和島市
- 南宇和郡愛南町

## 歴史

### 沿革

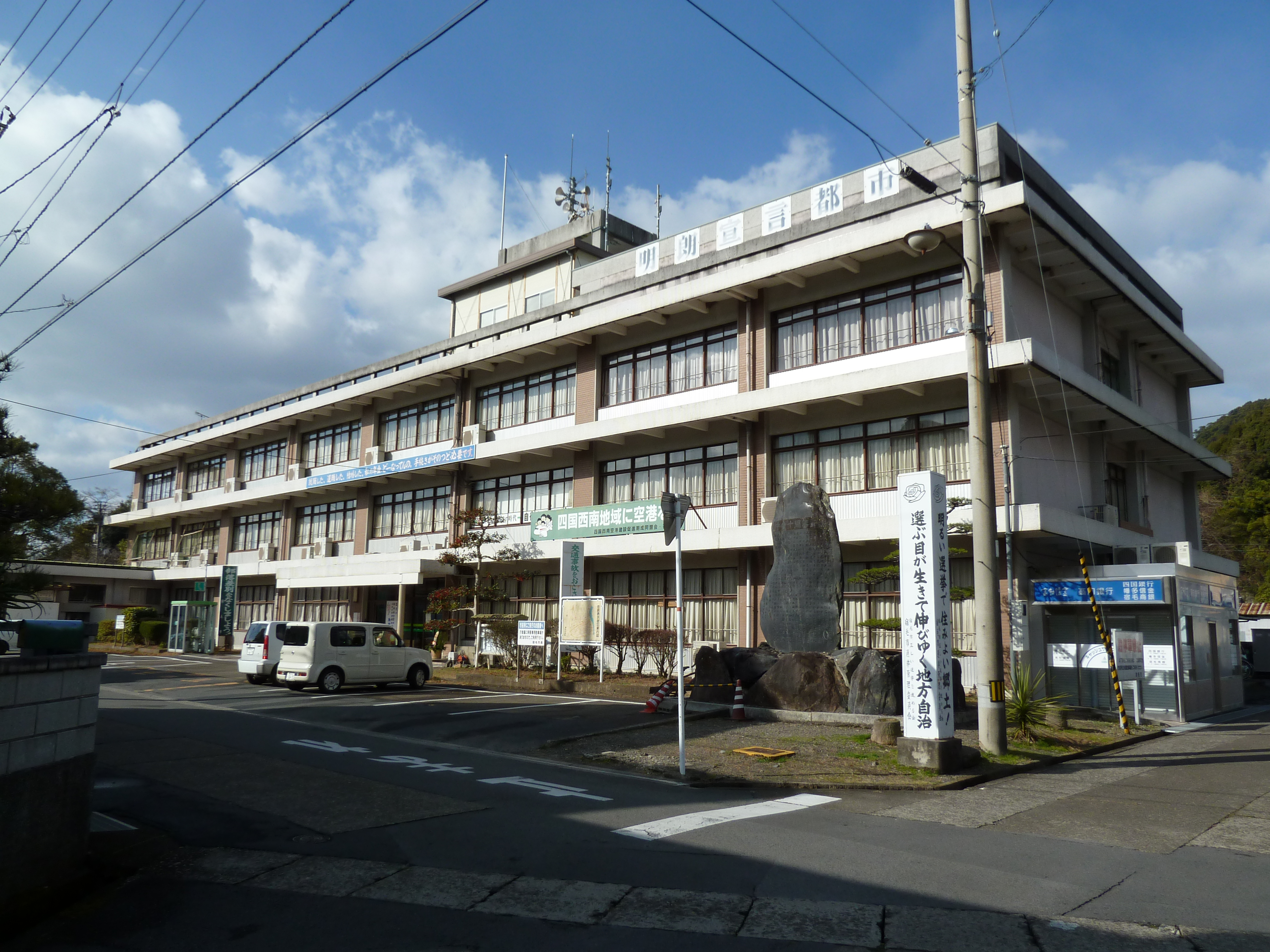
高台移転前の旧宿毛市役所

- 1954年（昭和29年）3月31日 - 幡多郡宿毛町・小筑紫町・橋上村・平田村・山奈村・沖ノ島村が合併して発足。
- 2022年（令和4年）5月2日 - 市役所を宿毛市希望ヶ丘1番地の高台に新築移転[1]。

## 行政
- 市長：中平富宏（2015年12月26日就任、3期目[7]）
- 議会 : 定数14[8]

## 施設

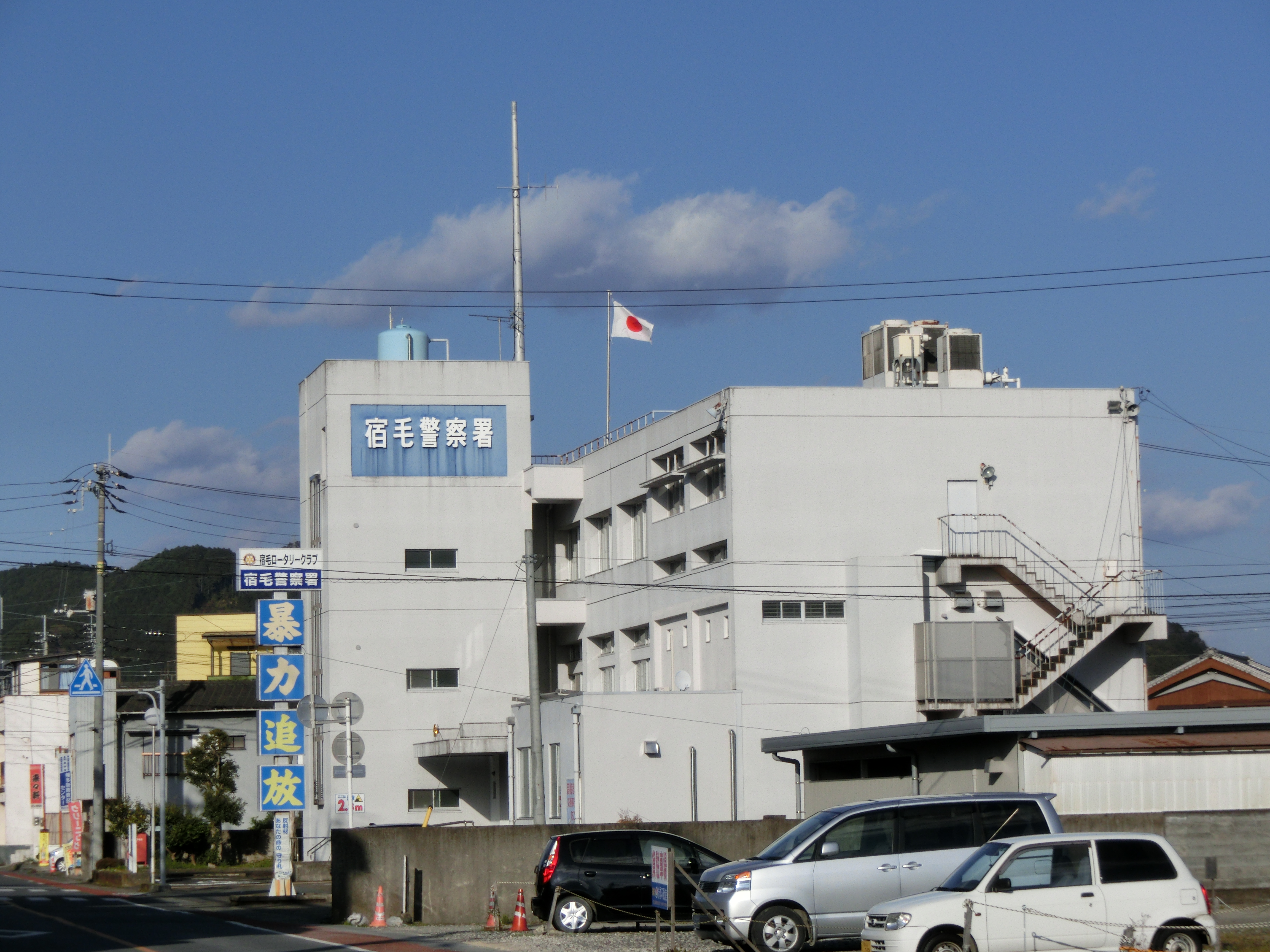
宿毛警察署
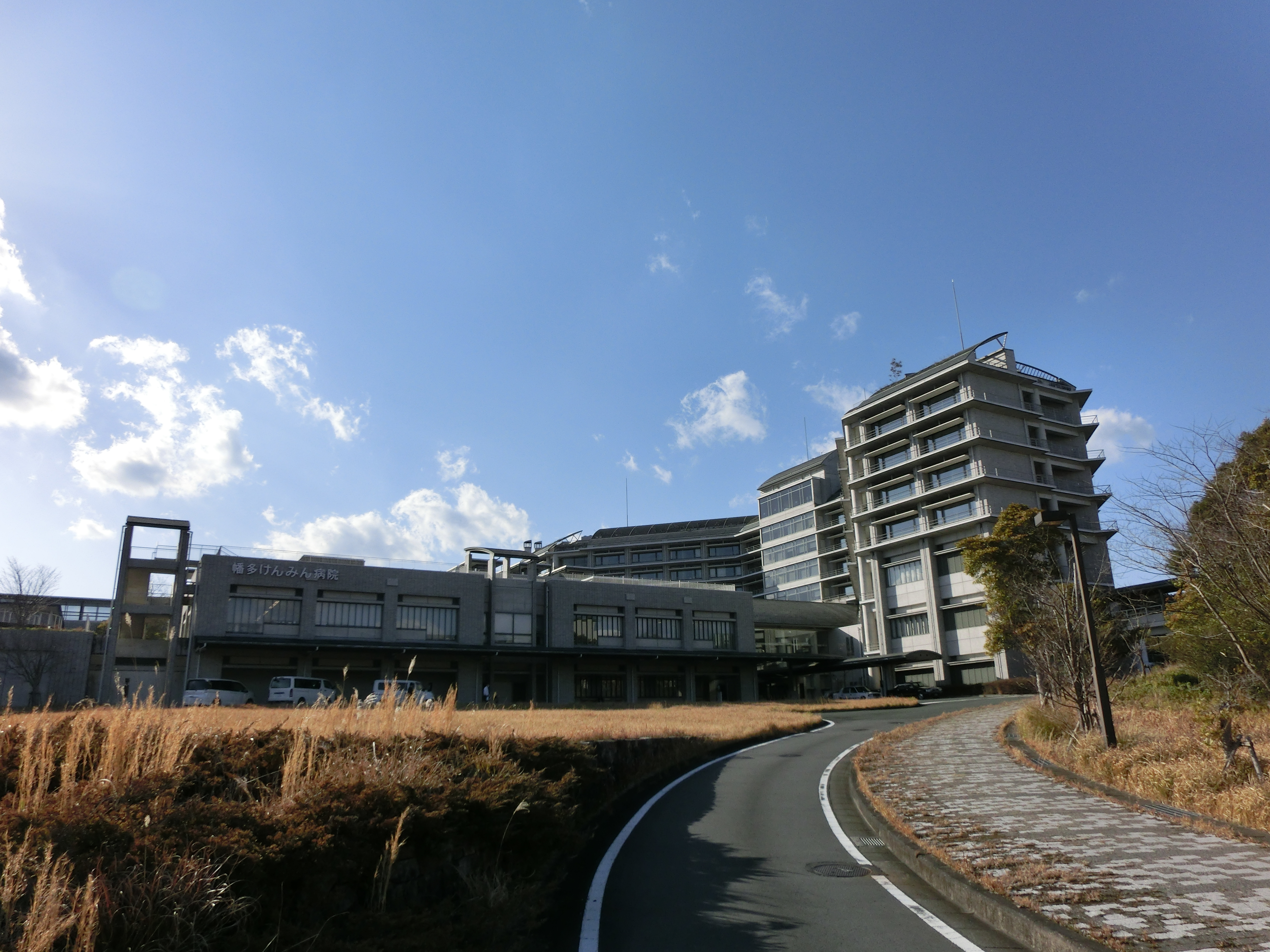
高知県立幡多けんみん病院
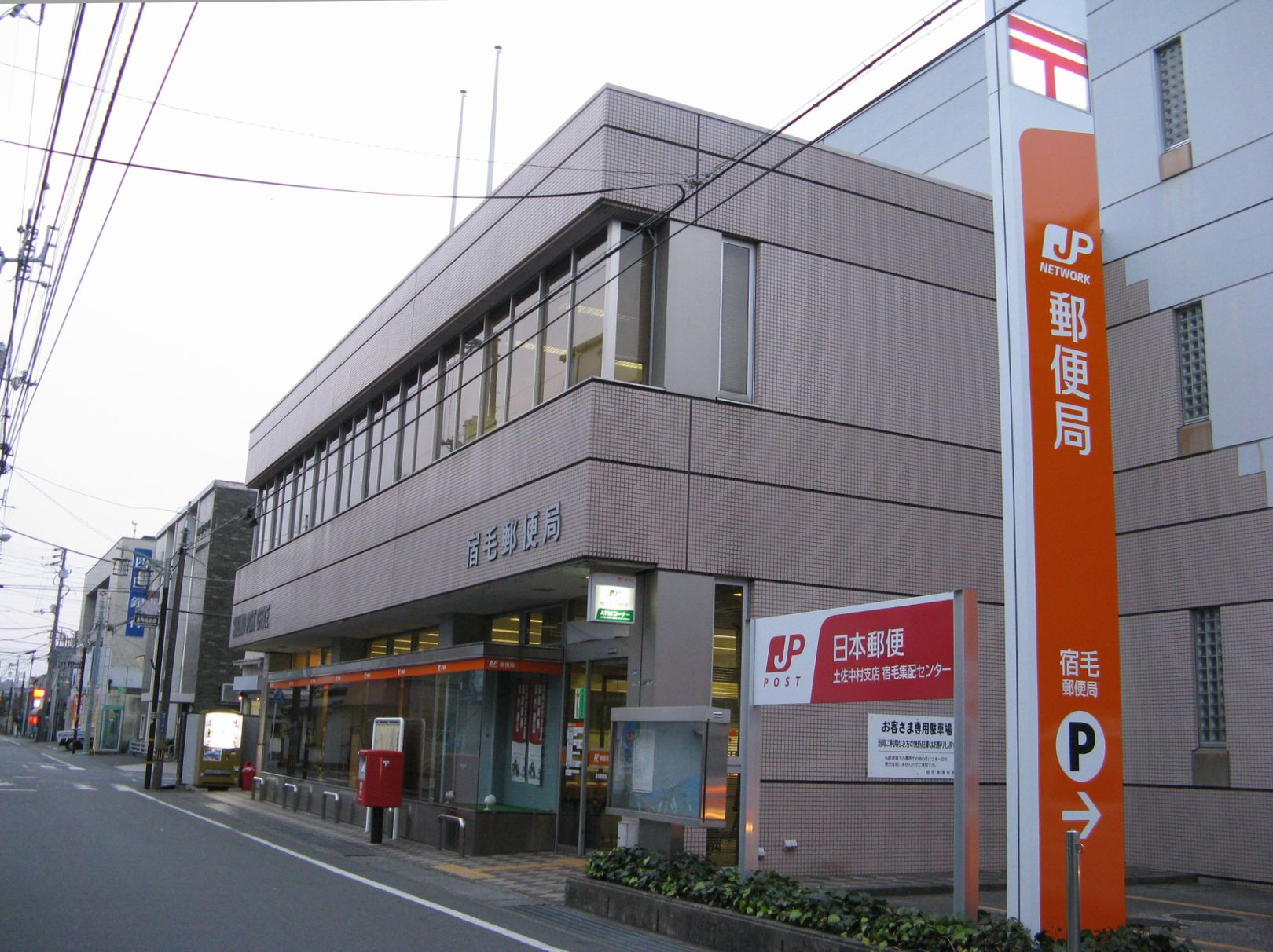
宿毛郵便局
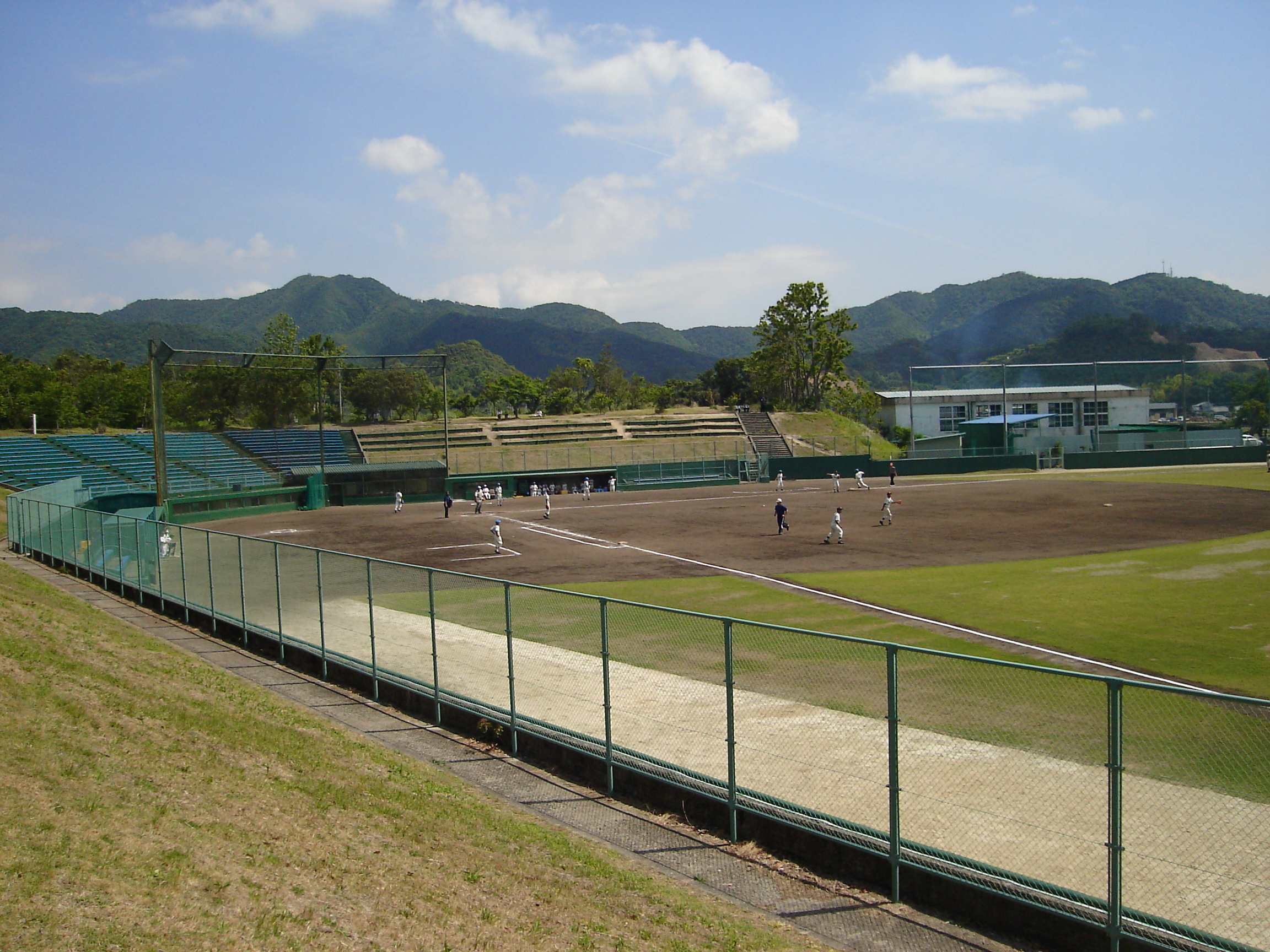
宿毛市野球場

### 警察
- 高知県宿毛警察署
  - 小筑紫駐在所（宿毛市小筑紫町福良14番地1）
  - 東部駐在所（宿毛市平田町戸内1860番地5）
  - 橋上駐在所（宿毛市橋上町橋上1030番地2）

### 消防
- 幡多西部消防組合

### 医療
主な病院
- 高知県立幡多けんみん病院
- 聖ヶ丘病院

### 郵便局
主な郵便局
- 片島郵便局
- 宿毛郵便局
- 宿毛幸郵便局
- 宿毛西町郵便局
- 橋上郵便局
- 平田郵便局
- 藻津簡易郵便局

### スポーツ
主な運動施設
- 宿毛市野球場
- 宿毛市和田体育館

## 経済

### 第三次産業
主な商業施設
- フジ宿毛店
- ベスト電器宿毛店
- ヤマダデンキテックランド宿毛店

### 金融機関

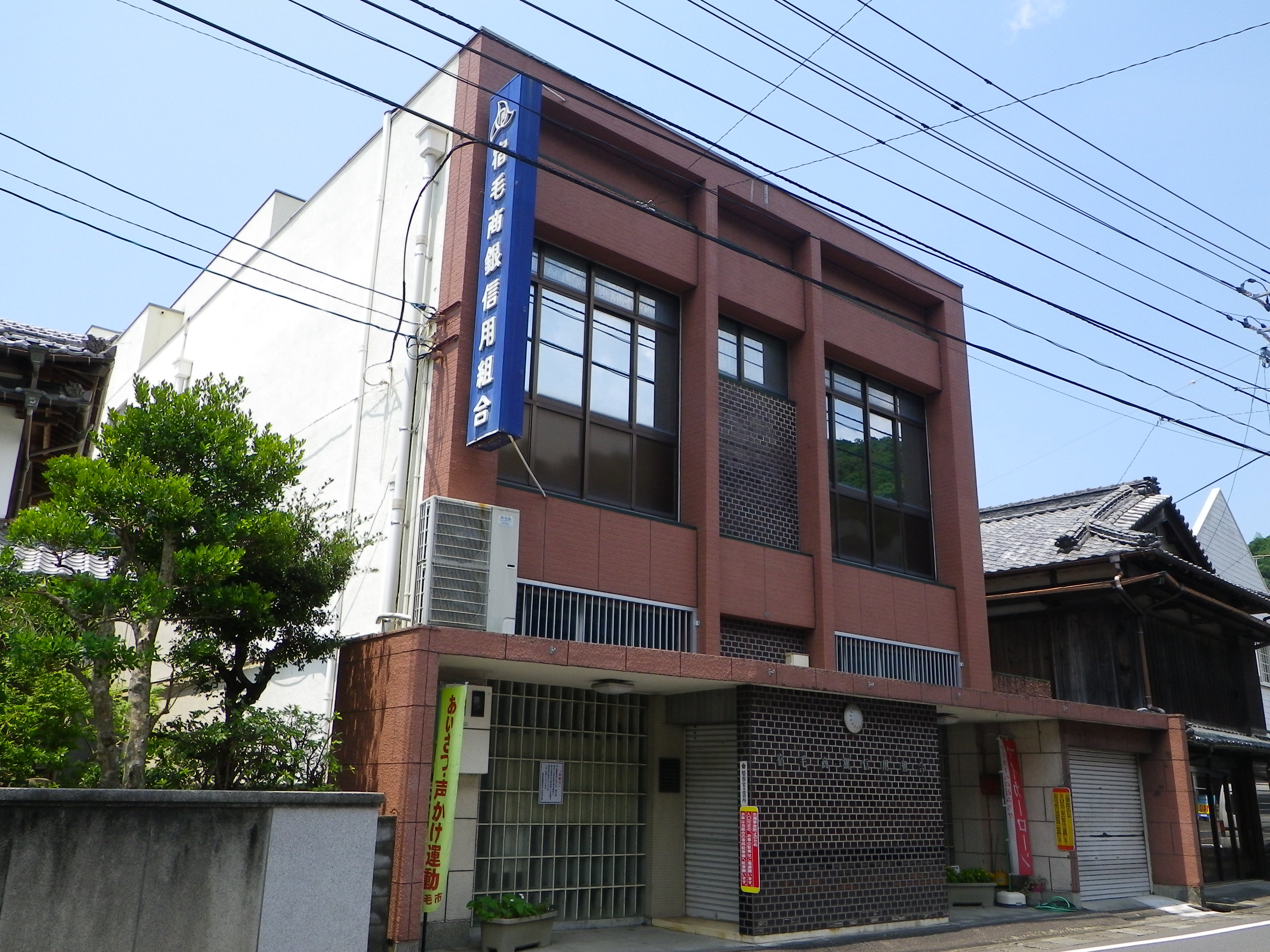
宿毛商銀信用組合本店

- 四国銀行宿毛支店・御荘支店
- 高知銀行宿毛支店
- 幡多信用金庫平田支店、宿毛支店
- 宿毛商銀信用組合本店
- 高知県農業協同組合宿毛支所、宿毛東出張所

### 市内に本社を置く企業
- 宿毛商銀信用組合
- 宿毛フェリー

## メディア

### ケーブルテレビ局
- 西南地域ネットワーク

## 教育
宿毛市には「宿毛市奨学金貸与条例」という奨学金制度がある。なお、奨学金は返還義務がともなう。
高知県宿毛市愛媛県南宇和郡愛南町篠山小中学校組合立篠山小学校・中学校は、隣接する愛媛県南宇和郡愛南町の県境付近にある。
閉校の学校については高知県中学校の廃校一覧・高知県小学校の廃校一覧の項目を参照。

### 専修学校
県立
- 高知県立幡多看護専門学校

### 高等学校
県立
- 高知県立宿毛高等学校
- 高知県立宿毛工業高等学校

### 中学校
市立
- 宿毛市立片島中学校
- 宿毛市立小筑紫中学校
- 宿毛市立宿毛中学校
- 宿毛市立橋上中学校
- 宿毛市立東中学校
- 宿毛市立沖の島中学校[9]
- 高知県宿毛市愛媛県南宇和郡愛南町篠山小中学校組合立篠山中学校

### 小学校
市立
- 宿毛市立大島小学校
- 宿毛市立咸陽小学校
- 宿毛市立小筑紫小学校
- 宿毛市立宿毛小学校
- 宿毛市立橋上小学校
- 宿毛市立沖の島小学校
- 宿毛市立平田小学校
- 宿毛市立山奈小学校
- 高知県宿毛市愛媛県南宇和郡愛南町篠山小中学校組合立篠山小学校

### 特別支援学校
県立
- 高知県立中村養護学校幡多希望の家分校

### 自動車学校
- 宿毛自動車学校

## 交通
江戸時代、伊予や豊後水道を管轄するために藩主の分家が置かれた関係から、船で近畿から太平洋を経由して九州へ向かう寄港地として栄えたが、一方で、近年まで陸路交通が整備されなかった要因にもなった。

### 空港
- 高知龍馬空港（南国市）

### 鉄道

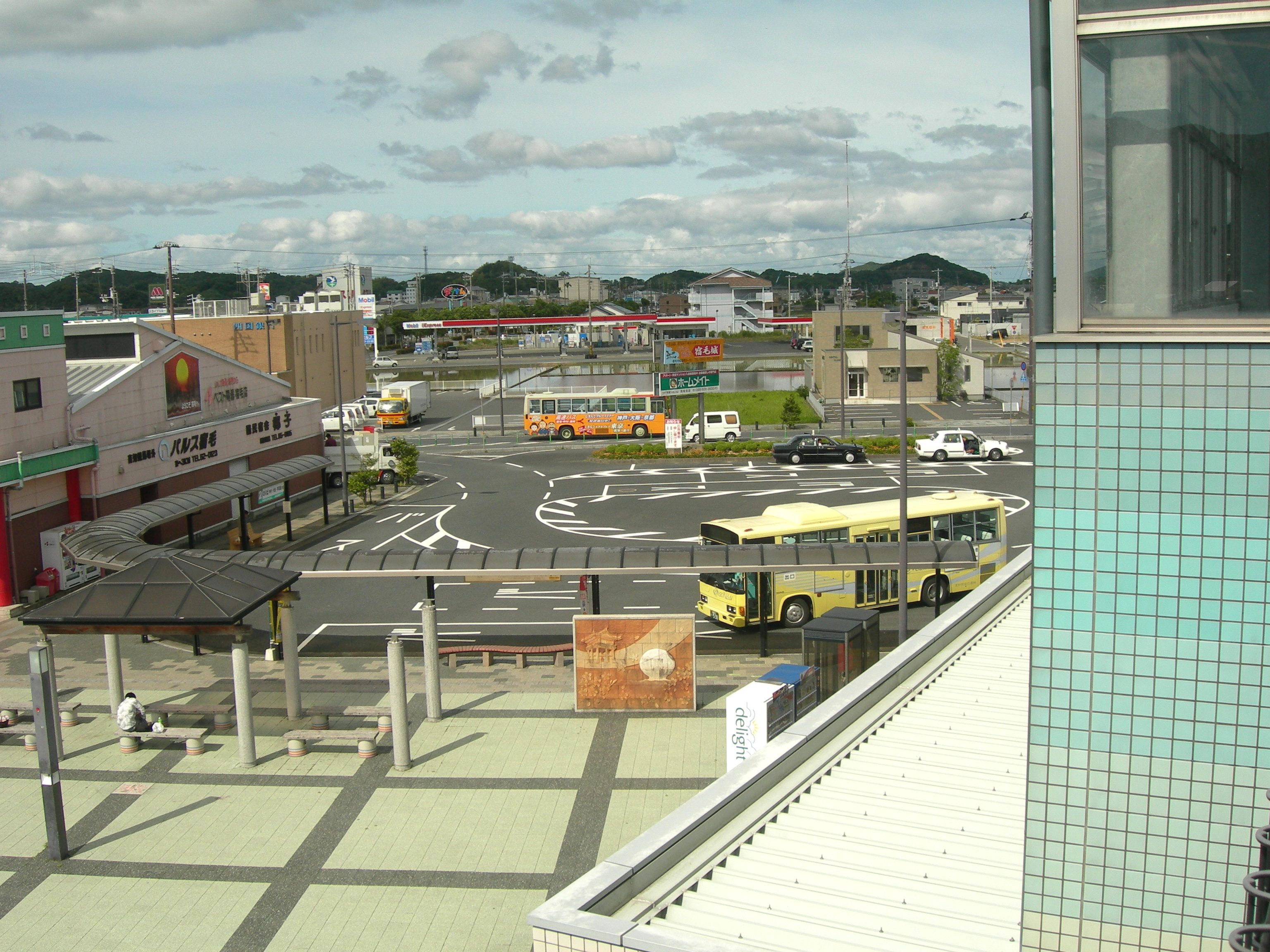
宿毛駅前

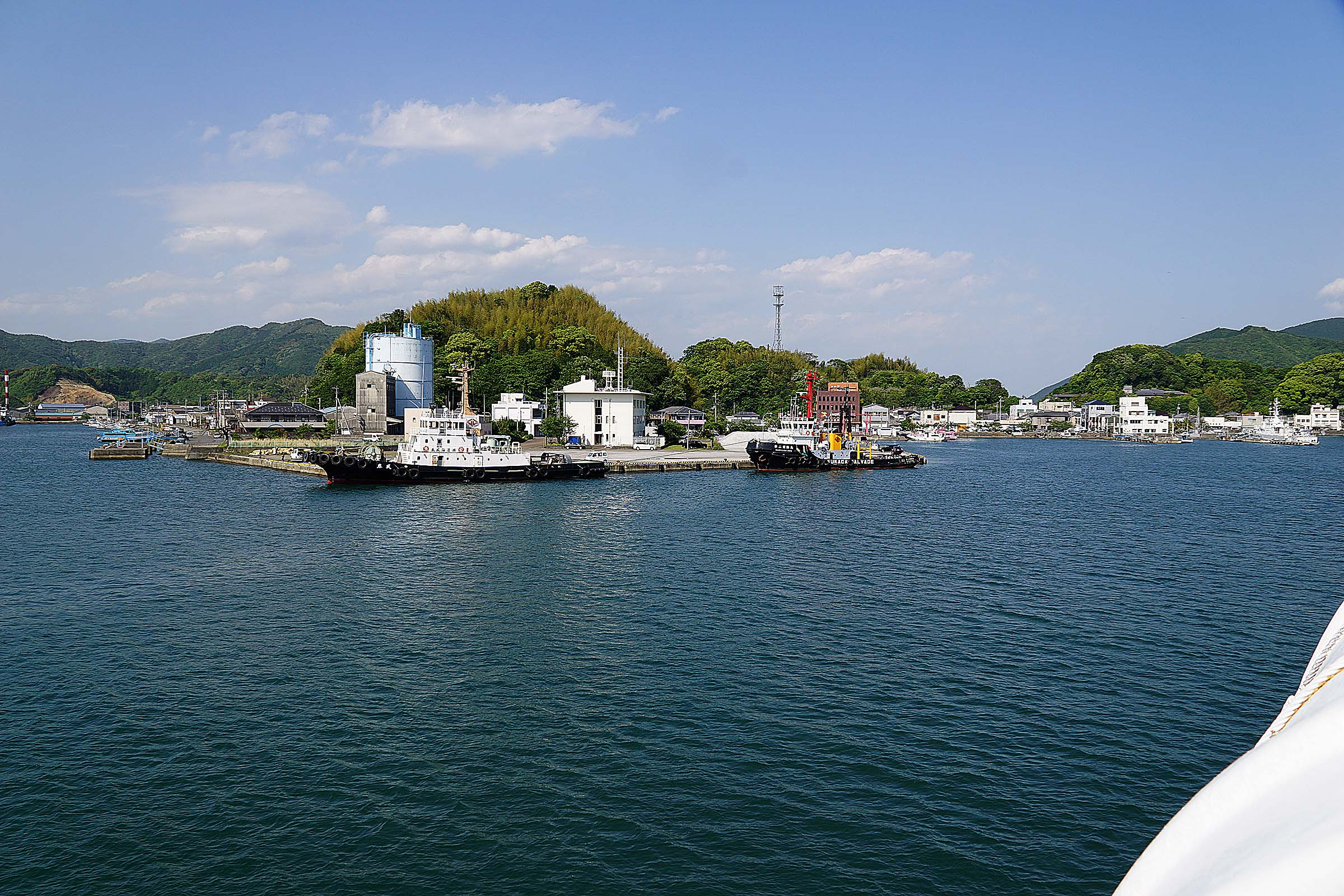
宿毛港

中心駅: 宿毛駅
土佐くろしお鉄道
■宿毛線:- 工業団地駅 - 平田駅 - 東宿毛駅 - 宿毛駅

### バス
一般路線バス
- 高知西南交通
- 宇和島自動車
- 市営沖の島循環バス「沖の島ゆるりんバス」
- 宿毛市コミュニティバスはなちゃんバス

都市間バス
- 高知西南交通・近鉄バス
  - 神戸・大阪・京都方面発着の高速バス「しまんとブルーライナー」

### 道路
高速道路
- 中村宿毛道路
  - 平田IC - 宿毛和田IC

国道
- 国道56号
- 国道321号

### 港湾
- 宿毛湾港（重要港湾）
  - 宿毛フェリー: 宿毛湾港片島地区 - 佐伯港（大分県佐伯市）、運航休止中（2018年10月19日より）
  - 宿毛市営定期船: 宿毛湾港片島地区 - 沖の島母島港 - 沖の島弘瀬港 - 鵜来島

## 観光

### 名所・旧跡
主な城郭
- 宿毛城 - 市指定史跡。

主な寺院

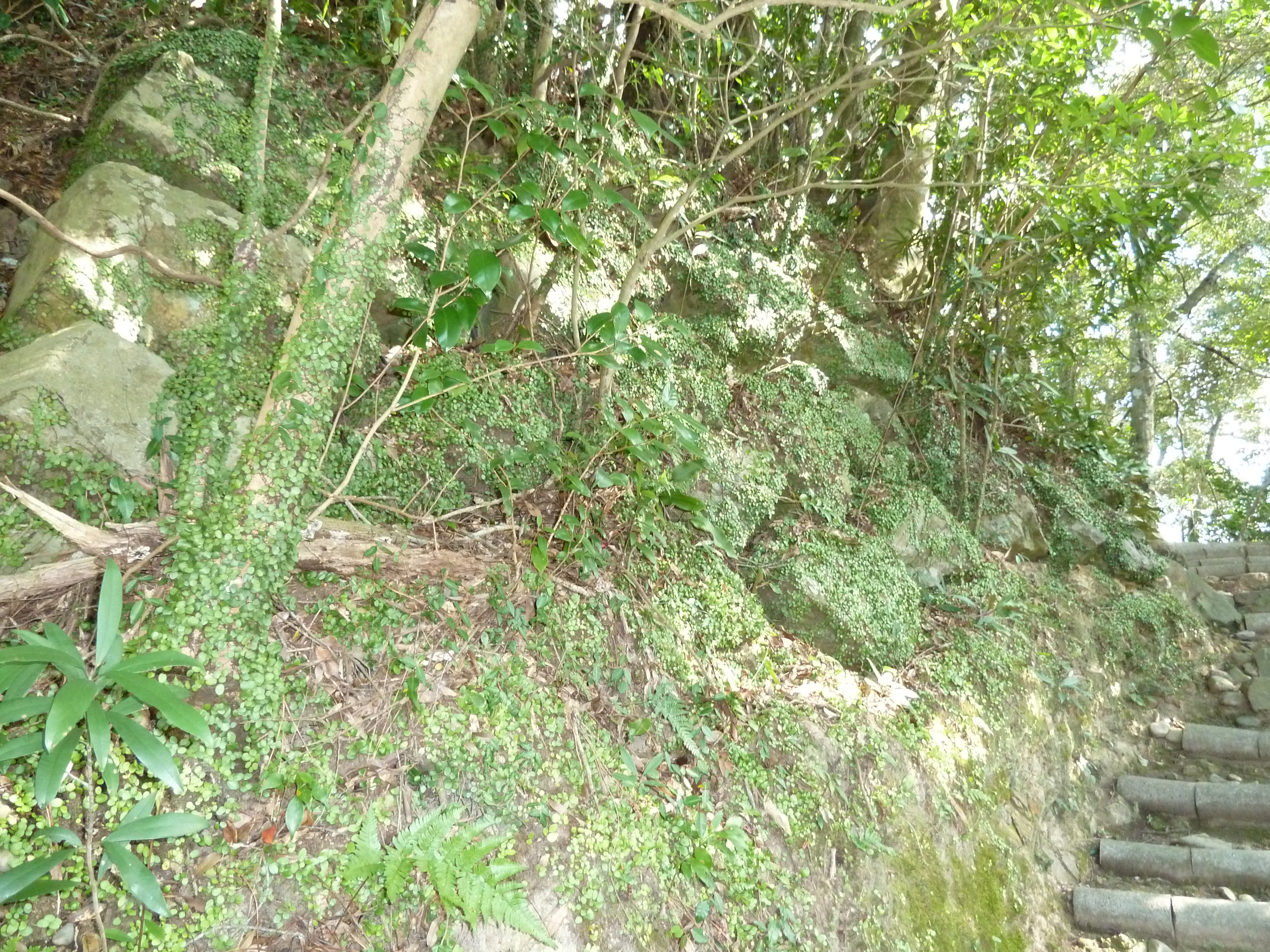
宿毛城

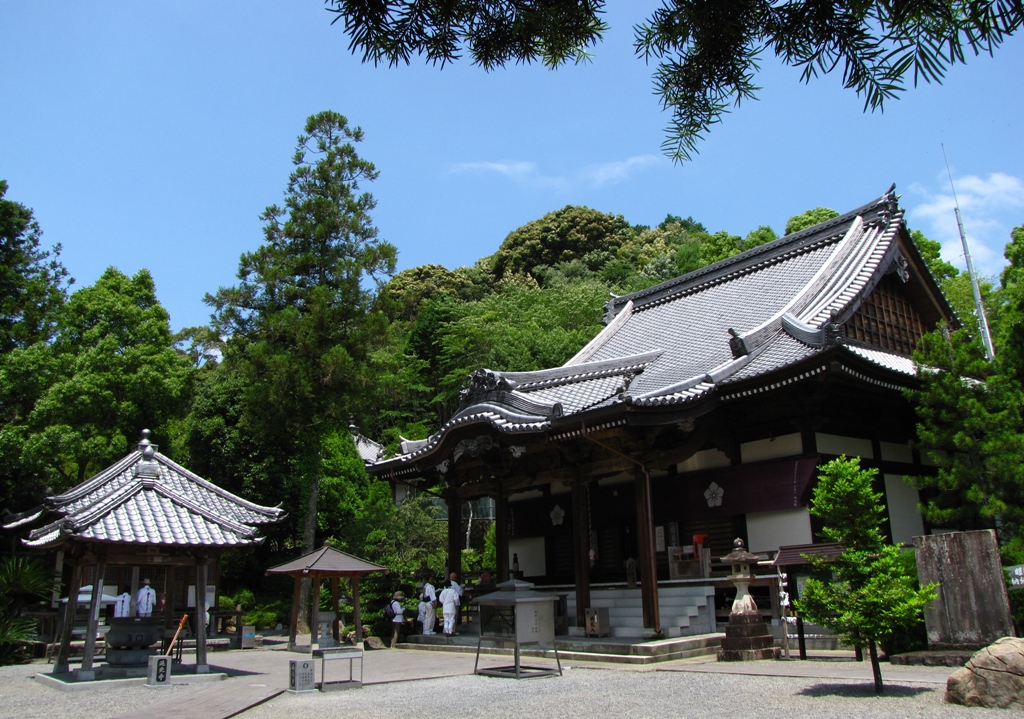
延光寺

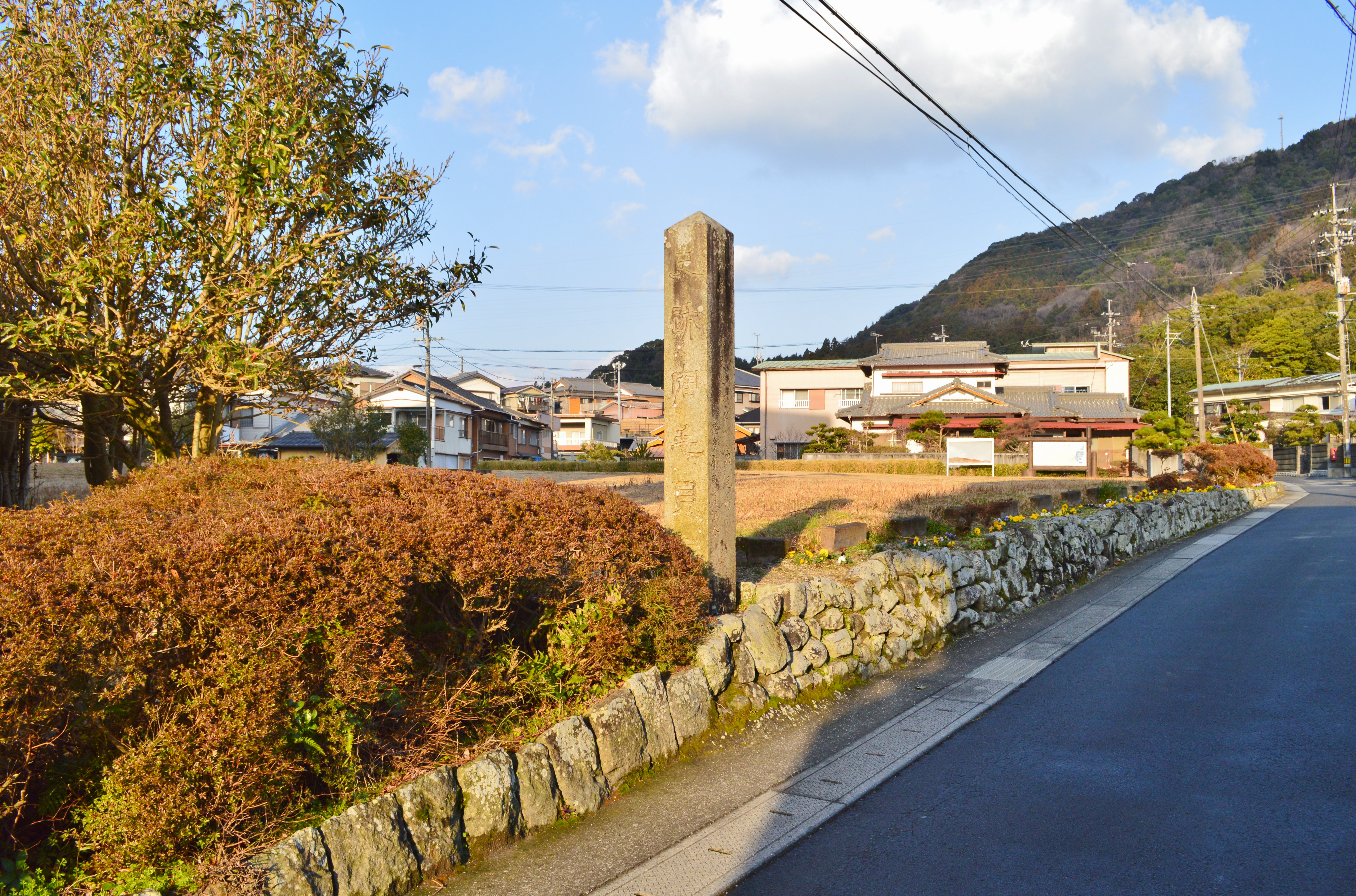
宿毛貝塚

- 延光寺 - 四国八十八箇所第39番札所。赤亀山
- 観世音寺跡 - 篠山の中腹に所在する。
- 藤林寺
- 鳳彩寺 - 新四国曼荼羅霊場第55番札所。栄松山

主な神社
- 石鎚神社 - 宿毛城跡に鎮座する。
- 高知坐神社 - 平田曽我山古墳付近に鎮座する。波多国造を祭祀とする説がある。
- 篠山神社 - 篠山の山頂に鎮座する神社。
- 宿毛天満宮
- 萩原天満宮

主な遺跡
- 宿毛貝塚 - 国の史跡。
- 平田曽我山古墳

### 観光スポット
自然
- 沖の島
- 咸陽島
- 篠山
- 出井甌穴
- 浜田の泊り屋
- だるま夕日（秋から冬にかけて）
- 道の駅すくも
- 宿毛市立宿毛歴史館

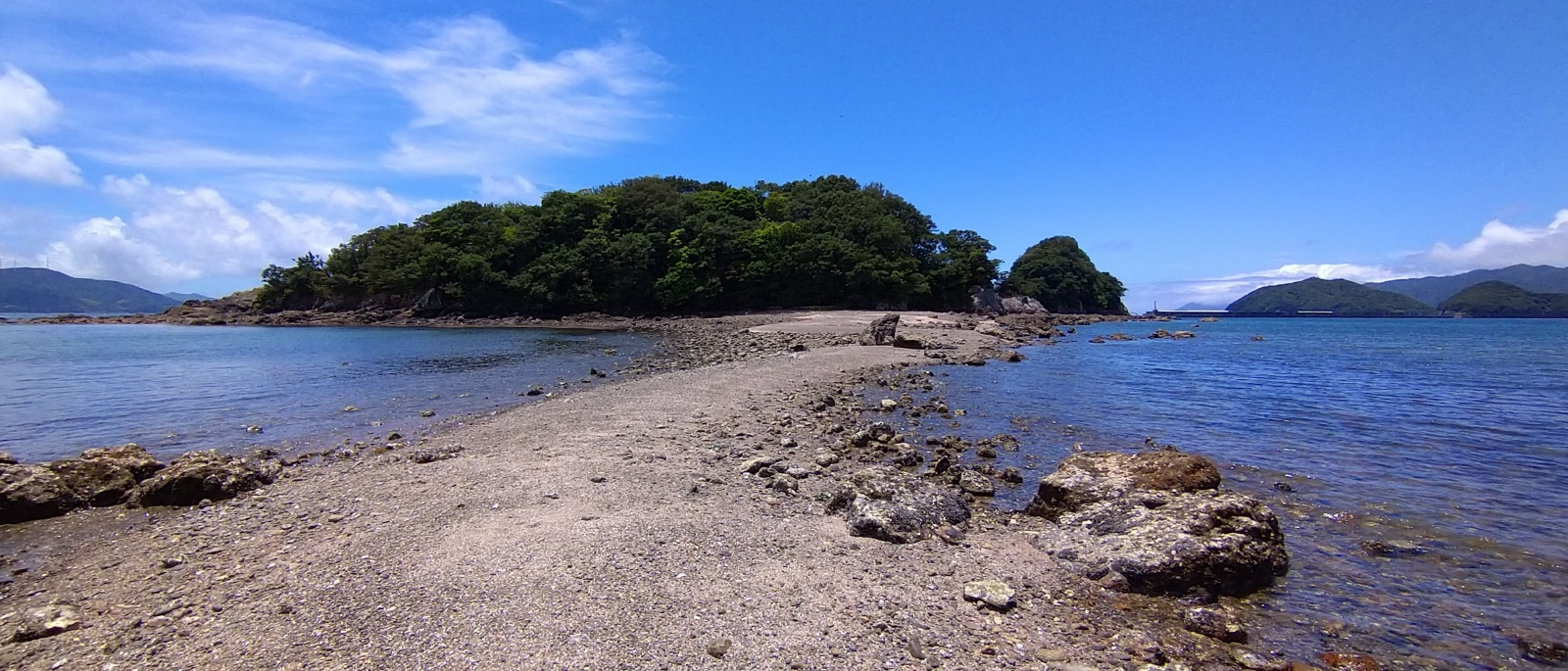
咸陽島

- 宿毛リゾート椰子の湯（大島）：群青の海に沈むだるま夕日と咸陽島の眺めが四国八十八景42番に選定。

集落活動センター
- 沖の島集落活動センター妹背家[10]
- 集落活動センター鵜来島

## 祭事・催事
主な催事
- 市民祭宿毛まつり（10月上旬） - 「すくもやけん夏」と合併。
- だるま夕日賞 - 高知競馬場で施行する重賞競走である。宿毛市長賞が授与される。

## 著名な出身者
- 柴岡三千夫（自衛隊少年工科学校、日本体育大学卒、早稲田大学建学の母、小野梓に次ぎ、4年生大学を開学した教育者、学校法人タイケン学園理事長、日本ウェルネススポーツ大学学長）
- 中村重遠（陸軍軍人（大佐）、姫路城・名古屋城の保存に尽力）
- 豊ノ島大樹（大相撲）
- 東和政（元プロ野球選手）
- 鵜島仁文（歌手）
- 岡本知高（ソプラニスタ）
- 小野梓（法学者、政治活動家、早稲田大学建学の母）
- 坂本嘉治馬（実業家、冨山房創業者）
- 竹内綱（政治家、実業家、吉田茂の実父）
- 竹内明太郎（政治家、実業家、コマツ創業者）
- 近田豊年（プロ野球選手）
- 中西清起（阪神タイガース投手コーチ）
- 間寛平（お笑い芸人）
- 林有造（政治家、自由民権運動家）
- 林譲治（政治家、元衆議院議長）
- 弘田澄男（プロ野球選手）
- 本山白雲（彫塑家、桂浜の坂本龍馬像・高知城の板垣退助・山内一豊騎馬武者像の作者）
- 森山大輔（漫画家）
- 横山やすし（漫才師）
- 毛利郁子（元女優）
- 岡崎誠也（前高知市長)
- 山下正寿（教育者、反核運動家）

### ゆかりの人物
- 琴光喜啓司（元大関。愛知県岡崎市出身であるが、両親は宿毛市出身である。）